# Наследници 3
Наследници 3 (енгл. Descendants 3) амерички је телевизијски филм из 2019. године. Филм је снимио Дизни канал, док главне улоче тумаче Дав Камерон, Софија Карсон, Бубу Стјуарт и Камерон Бојс.
Дана 11. јула, Дизни је најавио да је црвени тепих због премијере филма, отказан због Бојсове смрти. Телевизијска премијера филма емитована је по распореду, посвећена сећању на Бојса. Премијеру филма Наследници 3 пратило је 4,3 милиона гледалаца. Најављено је да филм представља последњи у филмској серији Наследници.
У Србији, Црној Гори, Босни и Херцеговини и Северној Македонији, филм је премијерно емитован 11. октобра 2019. године на Дизни каналу титлован на српски језик. Титлове је радио студио Ес-Ди-Ај мидија.

## Радња
Мал, Иви, Џеј и Карлос посећују Острво Изгубљених да би изабрали четворо деце зликовца које ће одвести у Орадон. Одабиру Дизи, кћерку Дризеле и унуке Лејди Тремејн, Силију, кћерку др. Фасилијера, те Сквикија и Сквримија, синове близанаца господина Смија. На дан када ће деца бити покупљена, Бен, Малин дечко и краљ Орадона, проси је. Она прихвата; Бенова бивша девојка Одри грчи се од љубоморе, а бака Леа је опомиње због тога што није успела да обезбеди породичну заоставштину удајом за Бена.
Када се отвори баријера за нову децу зликоваца, Хад, бог подземља, покушава да побегне, али Мал га успева победити у свом змајевом облику. Те ноћи, не могавши да обузда љубомору према Мал, Одри краде краљичину круну и Грданино жезло из музеја у Орадону. Крађа и Хадов бег стварају панику међу грађанима. Мал, као будућа краљица, одлучује да је најбољи начин заштите људи и враћања мира трајно затварање баријере, што значи да нова деца зликоваца не могу доћи, нити било ко може ући на острво.
Одри напада Мал Грданиним жезлом, претварајући је у стару вештицу. Мал и остала деца зликоваца одлазе на Острво како би добили Хадову жеравицу, једино што је довољно моћно да разбије проклетство жезла, мада Мал има поново нормалан изглед, због сузбијања магије на острву. Силија успева да убаци Мал у Хадову јазбину, али он спречава њихов напор да украду жеравицу. Открива се да је Малин одсутни отац и нерадо јој даје жеравицу, упозоравајући је да се не покваси и да неће показати своју пуну моћ за њу. Док напуштају Острво, Мал и остале заустављају Ума, Гил и Хари, који заузимају жезло; пристају да помогну након што Мал пристане да пусти сву децу са острва.
У Орадону, Одри напада Џејнину рођенданску журку са проклетством за спавање; Чед се безобразно усклађује са Одри, док Џејн бежи у Зачарано језеро. Пошто је читаво краљевство под Одрином чаролијом, она нуди је прекине ако се Бен ожени њом; он одбија, па га она претвори у звер и почиње људе претварати у камен. Мал и Ума, који се залажу за вођство деце зликоваца, враћају се у Орадон са својим пријатељима. Упркос свим препиркама, они поражавају оклопна одела која је анимирала Одри. Ума проналази Одрин дневник и сазнаје да проводи време у вилинској колиби, на чему јој се Мал захваљује. Иви, нервозна да дефинише своја осећања према Дагу, буди га „истинским љубавним пољупцем“. Карлос смирује Бена, у зверском облику, све док га Џејн не обнови језерском водом. Док се Мал и Ума одмрзавају односе, Одри их заробљава у Ивиној кући; они преокрену Одрину чаролију комбинујући своју магију и деца се поново уједињују тамо.
У вилинској колиби деца проналазе само контузованог Чеда. Када Мал призна да планира да се трајно запечати са острва, група имплодира, а Силија, сазнавши да више никада не може видети оца, баца жеравицу у фонтану. Одри узима Силију као таоца и напада Мал, која се претвара у змаја. Схвативши да је она Малина једина нада, Ума обједињује њихову магију како би поново заживела у жару; Мал надвлада Одри, која пада у кому, а клетва се руши. Жезло би могло да оживи Одри, али само у Хадовим рукама; Бен пристаје да га пошаље, док се Ума, Хари, Гил и Силија планирају вратити на Острво. Мал се извињава због лагања; њени пријатељи и бивши ривали су јој опростили. Хад стиже и оживљава Одри, али одбацује двоструки стандард по којем се Одри одмах опрашта јер се не сматра зликовцем. Мал и Бен се извињавају Одри; као одговор, Одри и Леа се извињавају Мал.
Мал најављује да не може бити само краљица Орадона, већ мора бити и краљица Острва, јер су сви способни и за добро и за лоше. Договором Бена и Добре виле, Мал уклања баријеру и ствара мост, а људи новоприпојеног друштва славе.

## Улоге
| Глумац           | Улога                     |
| ---------------- | ------------------------- |
| Дав Камерон      | Мал, Грданина кћи         |
| Камерон Бојс     | Карлос, Круелин син       |
| Бубу Стјуарт     | Џеј, Џафаров син          |
| Софија Карсон    | Иви, кћи зле краљице      |
| Мичел Хоуп       | Бен, син лепотице и звери |
| Чајна Ен Маклејн | Ума, Урсулина кћи         |

## Занимљивости
- Филм је најављен 16. фебруара 2018. године од стране Дизни канала.[6]
- Албум на ком се налази музика из филма, изашао је 2. августа 2019. у исто време када је изашао и сам филм.
- ДВД верзија филма је изашла 6. августа 2019. године.